# Gheorghe Leonida
Gheorghe Leonida (Galați, 1892/93 – Bucareste, 1942) foi um escultor romeno conhecido por criar a cabeça do Cristo Redentor, a estátua de Jesus Cristo no Rio de Janeiro.

## Biografia

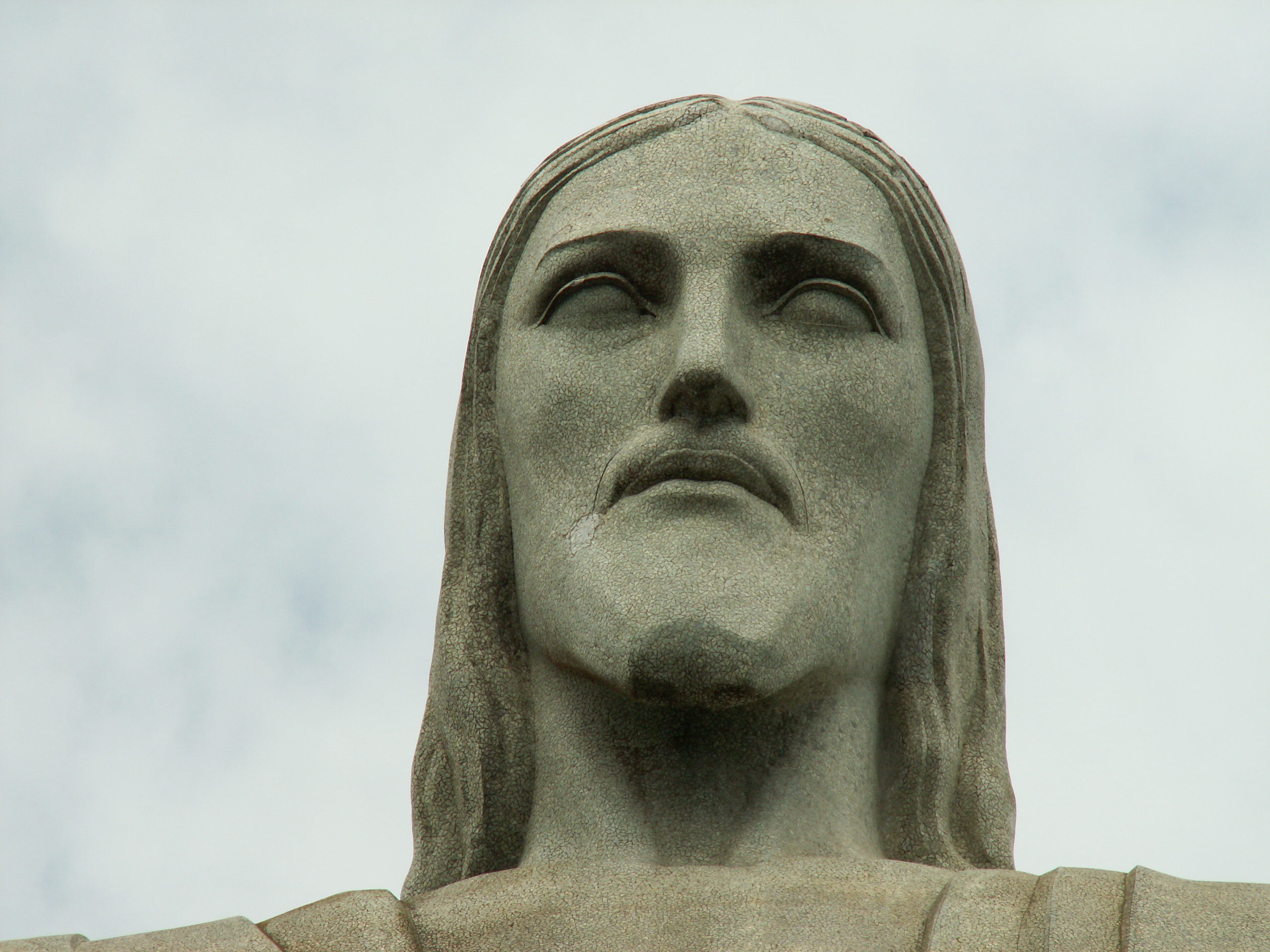
Close-up da cabeça da estátua do Cristo Redentor

Gheorghe Leonida nasceu em Galați, Romênia, em 1892 (1893 de acordo com outras fontes). Vindo de uma família influente de classe média, ele foi o penúltimo filho entre 11 crianças. Entre seus irmãos estava a pioneira engenheira Elisa Leonida Zamfirescu e também o engenheiro Dimitrie Leonida. Quando seu pai, um oficial de carreira, foi forçado a deixar Galați, Gheorghe se formou no colegial em Bucareste, onde continuou seus estudos no departamento de escultura do Conservatório de Belas Artes. Ele fez sua estréia em 1915, em um salão nacional. Depois de lutar na Primeira Guerra Mundial, Leonida continuou os estudos de arte na Itália por três anos, e seu trabalho recebeu prêmios em Roma (pelo trabalho Reveil) e Paris (Le Diable).
Em 1925, mudou-se para Paris, onde Paul Landowski acabara de receber a comissão para esculpir a estátua do Cristo Redentor. Leonida foi contratado por Landowski para esculpir a cabeça da estátua. O trabalho começou em 1926 e foi concluído em 1931.
A primeira parte do Cristo Redentor a ficar pronta foi a cabeça, assim sendo, a estátua foi surgindo de cima para baixo. A cabeça era composta por 50 peças e pesava 30 toneladas. A cabeça, assim como toda a parte externa do monumento, é revestida com de ínumeros pequenos mosaicos formados de pedra-sabão, material que, apesar de ser facilmente riscado, resiste bem ao tempo e às variações de temperatura. A cabeça do monumento foi projetada de modos que o Cristo Redentor estivesse olhando para baixo, reverenciando e abençoando a Cidade do Rio de Janeiro.
Após seu retorno à Romênia, Leonida continuou a esculpir. Suas obras podem ser vistas no Castelo de Bran, no Museu Nacional de Arte da Romênia e em outros grandes museus de Bucareste.
Leonida faleceu no outono de 1942, caindo do telhado da casa de sua família em Bucareste, enquanto colhia flores de tília.